# Pabellón de Austria en la Bienal de Venecia
El Pabellón de Austria en la Bienal de Venecia es un espacio artístico ubicado en la ciudad de Venecia con motivo de la Bienal de Venecia. El Pabellón austriaco fue diseñado por el arquitecto Josef Hoffman, quien ganó el concurso nacional para el mismo. Aunque el diseño del pabellón se remonta a 1913, la construcción no fue completada hasta 1934. El edificio fue restaurado en 1984 por Hans Hollein.

## Expositores
- 1978 — Arnulf Rainer (Comisionado: Hans Hollein).
- 1980 — Valie Export y Maria Lassnig. (Comisionado: Hans Hollein).
- 1982 — Walter Pichler. (Comisionado: Hans Hollein).
- 1984 — Christian Ludwig Attersee. (Comisionado: Hans Hollein).
- 1986 — Max Peintner y Karl Prantl. (Comisionado: Hans Hollein).
- 1988 — Siegfried Anzinger. (Comisionado: Hans Hollein).
- 1990 — Franz West. (Comisionado: Hans Hollein).
- 1993 — Gerwald Rockenschaub, Andrea Fraser y Christian Philipp Müller. (Comisionado: Peter Weibel).
- 1995 — Coop Himmelb, Peter Kogler, Richard Kriesche, Peter Sandbichler / Constanze Ruhm, Eva Schlegel y Ruth Schnell. (Comisionado: Peter Weibel).
- 1997 — Die Wiener Gruppe: Friedrich Achleitner, Konrad Bayer, Gerhard Rühm y Oswald Wiener. (Comisionado: Peter Weibel).
- 1999 — Peter Friedl, Rainer Ganahl, Christine Hohenbüchler and Irene Hohenbüchler y Wochenklausur (Comisionado: Peter Weibel).
- 2001 — Granular Synthesis: Ulf Langheinrich & Kurt Hentschläger y Gelatin. (Comisionado: Elisabeth Schweeger).
- 2003 — Bruno Gironcoli. (Comisionado: Kasper König).
- 2005 — Hans Schabus (Comisionado: Max Hollein).
- 2007 — Herbert Brandl (Comisionado: Robert Fleck).
- 2009 — Elke Krystufek, Dorit Margreiter, Lois y Franziska Weinberger (Comisionado: Valie Export y Silvia Eiblmayr).
- 2011 — Markus Schinwald (Comisionado: Eva Schlegel).
- 2013 — Mathias Poledna (Comisionado: Jasper Sharp).
- 2015 — Heimo Zobernig (Comisionado: Yilmaz Dziewior).
- 2017 — Brigitte Kowanz, Erwin Wurm (Comisionado: Christa Steinle).
- 2019 — Renate Bertlmann (Comisariado: Felicitas Thun-Hohenstein).